# Ledj Jeassu

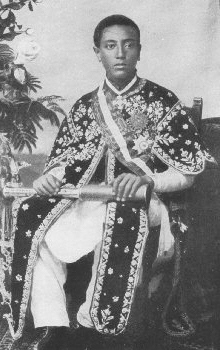
Ledj Jeassu.

Jeassu V, egentligen Ledj Jeassu, född 4 februari 1895, död 25 november 1935, var en abessinsk kejsare. 
Jeassu var sonson till Menelik II och utsågs av denne 1908 till tronföljare och blev, sedan Menelik 1910 angripits av paralysi 1911 den verklige regenten, och vid farfaderns död med fadern Ras Mikaels stöd 1913 dennes efterträdare. Jessau kom på grund av sina islamistiska sympatier redan från början på spänd fot med sina kristna undersåtar. Brytningen fullbordades, då han 1916 formellt övergick till islam och ställde sitt land i religiöst beroende av den turkiske sultanen som kalif. Detta ledde till en nationell revolt, var vid Jeassu avsattes 1916. Hans faster Zewditu utropades i stället till kejsarinna. Med stöd av sin far försökte Jeassu att hävda sin ställning men sedan han besegrats 1917 i slaget vid Magdala kunde Zewditu överta regeringen och 1921 tillfångatogs Jeassu vid ett försök att återvinna sin ställning.